# Imposto indireto
O imposto indireto é um tipo de imposto que incide sobre transações de mercadorias e serviços, sendo a base tributária os valores de compra e venda.

## Definição
Este tipo de imposto é cobrado tanto do produtor como do consumidor, independentemente da condição social, e é calculado no valor adicionado e na transação total.
Os impostos sobre vendas podem ser:
- ad valorem, ou seja, variável de acordo com o valor, pois é o resultado do uso da alíquota incidente sobre o preço da mercadoria;[1]
- específico, ou seja, cujo valor é especificado e fixado, independentemente do preço da mercadoria ou serviço.[1]

No Brasil, entre os tributos indiretos estão Cofins, FGC, IPI, ICMS, IOF e PIS.

## Efeitos
No Brasil, estudo do Ipea, relativo a agosto de 2010, calcula que os impostos indiretos distanciam pobres e ricos, pois têm efeito regressivo, ou seja, a alíquota fica proporcionalmente menor quando a renda fica maior: a carga indireta sobre o grupo de renda familiar de até R$ 400 é de 21,01%, ao passo que os mais ricos desembolsam 10,14% da sua renda para pagamento dos impostos indiretos.
O ICMS, imposto indireto estadual, é o de maior incidência sobre as famílias, seguido pelo PIS e Cofins.